# Economia da felicidade

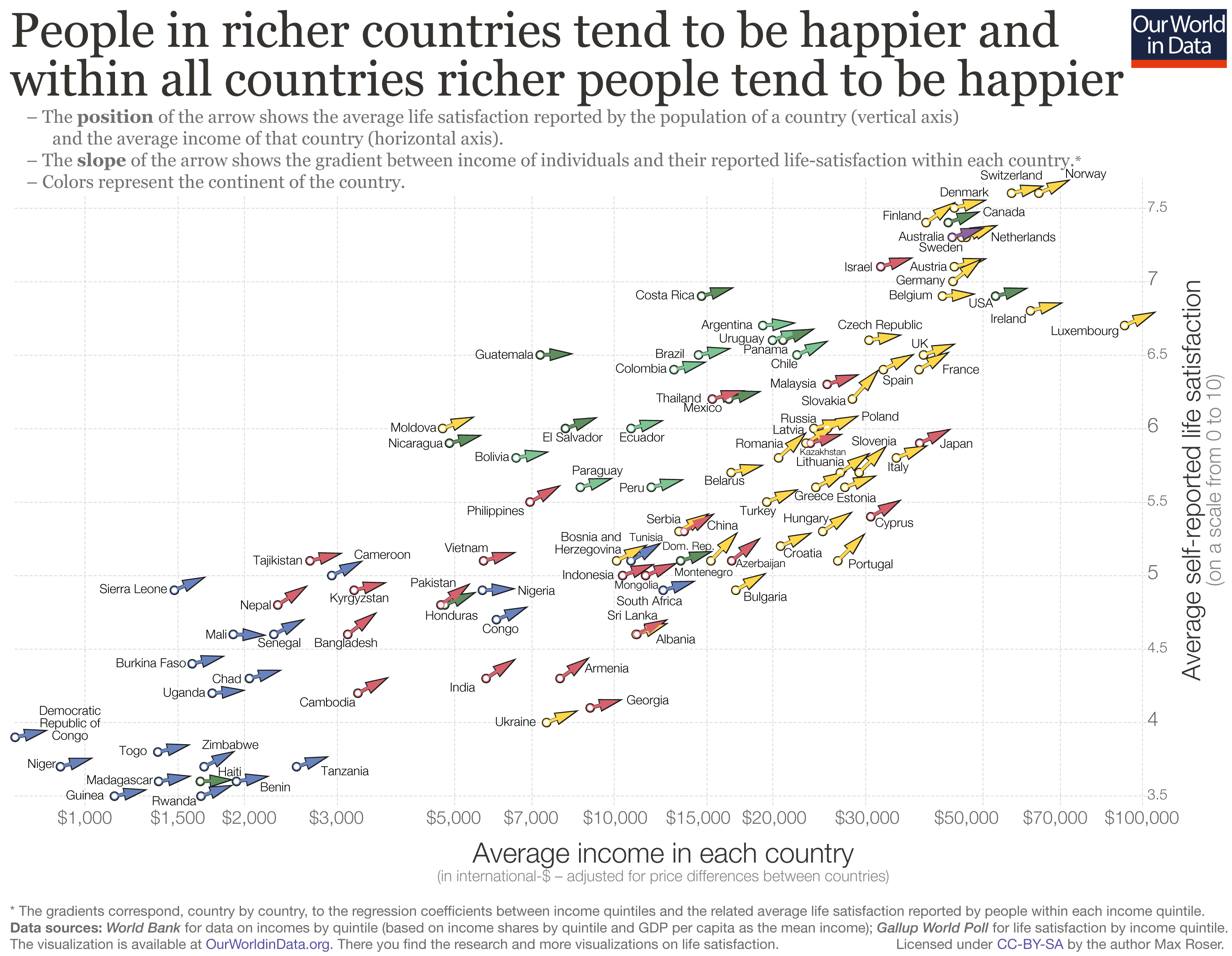
Os países mais ricos tendem a ser mais felizes do que os países mais pobres (as observações estão alinhadas em torno de uma tendência ascendente), e as pessoas mais ricas dentro dos países tendem a ser mais felizes do que as pessoas mais pobres nos mesmos países (as setas estão consistentemente a apontar para nordeste).

A economia da felicidade é o estudo quantitativo e teórico da felicidade, e da evolução positiva ou negativa do bem-estar, da qualidade de vida, da satisfação de vida e de conceitos relacionados, normalmente combinando a economia com outros campos como a psicologia e a sociologia. Trata normalmente de indicadores relacionadas com a felicidade que devem ser maximizados em vez de riqueza, rendimento ou lucro. O campo tem crescido substancialmente desde o final do século XX, por exemplo com o desenvolvimento de métodos, pesquisas e índices para medir a felicidade e conceitos correlacionados. As suas conclusões têm sido descritas como um desafio para os economistas.

## Classificações da matéria
A matéria pode ser classificada de várias formas, dependendo da especificidade, interseção e da classificação cruzada. Por exemplo, dentro dos Códigos de classificação da Journal of Economic Literature (JEL), tem sido classificado em:
- Economia do bem-estar em Microeconomia Subcategorias D: D63 – Equidade, Justiça, Desigualdade, e Outros Critérios Normativos e Medidas[1]
- Saúde, educação e bem-estar em Subcategorias I: I31 – Bem-estar geral; Necessidades básicas; Níveis de vida; Qualidade de vida; Felicidade[3]
- Economia demográfica em Subcategorias J:J18: – Política pública.[4]

## Metrologia
Dada a sua natureza, os níveis declarados de felicidade são subjetivos. É difícil comparar a felicidade de uma pessoa com a de outra. Pode ser especialmente difícil comparar a felicidade em culturas diferentes. No entanto, muitos economistas da felicidade consideram que resolveram este problema da comparação. Secções transversais de amostras alargadas de dados entre nações e ao longo do tempo demonstram padrões consistentes nos determinantes da felicidade.
A felicidade é normalmente medida usando medidas subjetivas - por exemplo, inquéritos auto-relatados - e/ou medidas objetivas. Uma das permanentes preocupações tendo sido a precisão e fiabilidade (estatística) das respostas das pessoas aos inquéritos sobre felicidade. São muitas vezes usadas medidas objetivas tais como esperança de vida, rendimento e educação em conjunto ou em vez da felicidade relatada subjetivamente, no pressuposto de que geralmente geram felicidade, o que plausivelmente possa não ser necessariamente o caso. Os termos qualidade de vida ou bem-estar são usados frequentemente para abranger estas medidas mais objetivas.
Alguns cientistas afirmam que a felicidade pode ser medida, tanto subjetiva como objetivamente, observando o centro de alegria do cérebro visionado com imagiologia avançada, embora isto levante questões filosóficas, por exemplo, sobre se tal pode ser considerado como mais fiável do que a felicidade relatada subjetivamente.
As equações micro-econométricas da felicidade têm usualmente a seguinte forma: {\displaystyle W_{it}=\alpha +\beta {x_{it}}+\epsilon _{it}}, em que {\displaystyle W} é o bem-estar individual reportado de {\displaystyle i} no momento {\displaystyle t}, e {\displaystyle x} é um vector de variáveis conhecidas que incluem as características sócio-demográficas e sócio-económicas.

## Determinantes

### PIB e PNB

Classificação dos países por PIB (PPP) per capita em 2014, baseado em dados do Fundo Monetário Internacional.

Indicadores tipicamente financeiros de âmbito nacional, como o produto interno bruto (PIB) e o produto nacional bruto (PNB), têm sido usados como medida de sucesso da política económica. Há uma associação significativa entre o PIB e felicidade, sendo os cidadãos dos países mais ricos mais felizes do que os dos países mais pobres. Tem sido argumentado que esta relação se aplica apenas até uma média de PIB per capita de cerca de US$15.000. As conclusões sobre esta matéria são controversas Outros economistas têm contestado a precisão destes estudos e encontraram uma correlação logarítmica entre o PIB per capita e a felicidade auto-avaliada o que se verifica sem limite de rendimento.Também tem vindo a ser observado que, dado que a esperança de vida tem aumentado continuamente nos países com maior PIB, que é frequentemente parcialmente atribuída ao crescimento económico, os anos de vida feliz têm continuado a aumentar.

### Rendimento individual
Historicamente, os economistas têm afirmado que o bem-estar é uma simples função do rendimento. No entanto, verificou-se que, uma vez atingido um nível de subsistência, a eficácia da riqueza como geradora de bem-estar diminui muito. Este paradoxo tem sido referido como o paradoxo de Easterlin. Os economistas da felicidade esperam mudar a forma como os governos consideram o bem-estar e como gerir e alocar os recursos da forma mais eficaz atendendo a este paradoxo.
Em 2010, Daniel Kahneman e Angus Deaton descobriram que as pessoas com rendimentos superiores, em geral, declaram uma melhor satisfação de vida, mas o bem-estar emocional no dia-a-dia das pessoas só aumenta com o aumento do rendimento até que o rendimento anual atinge o limiar de $75.000.
Têm sido sugeridos outros fatores que podem tornar as pessoas mais felizes do que o dinheiro. Um curso breve de terapia psicológica é 32 vezes mais eficaz em termos de custo no aumento da felicidade do que o simples aumento do rendimento.
Investigadores das universidades da Virginia, da British Columbia e de Harvard publicaram um estudo em 2011 após a análise de inúmeros trabalhos académicos em resposta a uma aparente contradição: "Quando solicitados para fazer um balanço das suas vidas, as pessoas possuidoras de mais dinheiro relatam que estão muito mais satisfeitas. Mas quando se lhes perguntou quão felizes estavam no momento, as pessoas com mais dinheiro pouco se diferenciavam dos que tinham menos." Publicado com o título "Se o dinheiro não te faz feliz, então provavelmente não estás a gastá-lo bem", o estudo incluiu as seguintes oito recomendações gerais:
- Gaste dinheiro em "experiências" em vez de em bens físicos.
- Doe dinheiro a outros, incluindo a instituições de caridade, em vez de gastá-lo unicamente em si mesmo.
- Gaste pequenas quantidades de dinheiro em muitos, pequenos e temporários prazeres e não em menos frequentes e mais dispendiosos.
- Não gaste dinheiro em "extensão de garantias e outras formas inflacionadas de seguro."
- Alterar a mentalidade de "Consuma agora, pague depois" para "Pague agora, consuma depois".
- Seja circunspecto sobre as consequências no futuro de uma compra feita com antecedência.
- Em vez de comprar produtos que proporcionam o "melhor negócio", faça compras tendo em vista o que irá melhorar o bem-estar.
- Procure a opinião de outras pessoas que têm experiência prévia de um produto antes de o comprar.

No seu estudo "Cidades infelizes" de 2014 publicado pelo NBER, Edward Glaeser, Joshua Gottlieb e Oren Ziv examinaram o bem-estar subjetivo auto-avaliado de pessoas que vivem em áreas metropolitanas norte-americanas, particularmente em relação à noção de que "os indivíduos fazem compromissos entre objetivos concorrentes, incluindo mas não limitados à felicidade". Os investigadores revelaram que as pessoas que vivem em áreas metropolitanas, onde são reportados os níveis mais baixos de felicidade, recebem salários reais mais elevados, e sugerem na sua conclusão que "os seres humanos estão muito compreensivelmente dispostos a sacrificar tanto a felicidade como a satisfação de vida se o preço for justo."

### Segurança social
Segundo Ruut Veenhoven, os montantes recebidos da segurança social não parecem aumentar a felicidade. Isto pode ser devido ao fato de que o rendimento que não é contrapartida do trabalho (por exemplo, o prémio de uma lotaria) em geral também não acrescenta à felicidade. A felicidade pode ser a recompensa da mente para uma ação útil. Johan Norberg coloca a hipótese de que, como as pessoas pensam que são mais felizes quando elas próprias controlam as suas vidas, as instituições paternalistas podem fazer diminuir a felicidade.
Uma perspectiva alternativa foca o papel do estado social como um meio para melhorar a qualidade de vida, não só aumentando o grau de satisfação das necessidades humanas básicas, como também promovendo um maior controle de vida por cada um, limitando o grau em que os indivíduos se encontram à mercê das forças impessoais do mercado que são indiferentes ao destino dos indivíduos. Este é o argumento apresentado pelo cientista político Benjamin Radcliff numa série de artigos em periódicos académicos, em que demonstra que um estado social mais generoso contribui para níveis mais elevados de satisfação de vida e tanto para ricos como para pobres.

### Emprego
O trabalho é importante para a felicidade, pois gera um sentimento de propósito, relações benéficas com os colegas de trabalho e também permite ganhar dinheiro. A perda do emprego pode ser uma grande fonte de infelicidade.

### Convivência e crianças
O declínio relativo da felicidade feminina erodiu o hiato de género na felicidade, no qual as mulheres, na década de 1970, relatavam normalmente um maior bem-estar subjetivo do que os homens.
Nas sociedades ricas, onde um aumento de renda não equivale a um aumento nos níveis do bem-estar subjetivo, as relações pessoais são os fatores determinantes da felicidade.
Glaeser, Gottlieb e Ziv afirmam nas suas conclusões que os compromissos para a felicidade que os indivíduos parecem dispostos a fazer se alinham com a tendência dos pais para relatar menos felicidade quando sacrificam o seu bem-estar pessoal como o "preço" por terem filhos.

### Liberdade e controle
Há uma correlação significativa entre os níveis de felicidade e o sentimento de controle da própria vida.
Um estudo realizado na Universidade de Zurique sugeriu que a democracia e o federalismo trazem bem-estar aos indivíduos. Concluiram que haver possibilidades mais diretas de participação política dos cidadãos aumenta o seu bem-estar subjetivo.  Foram dadas duas razões para esta conclusão. Primeira, um papel mais activo dos cidadãos permite um melhor acompanhamento dos políticos profissionais pelos cidadãos, o que leva a uma maior satisfação com o resultado da acção do governo. Segunda, a capacidade pelos cidadãos de envolvência e controle sobre o processo político, de forma independente, aumenta o bem-estar.
Uma maior liberdade econômica, medida tanto pelo índice Heritage como pelo índice Fraser, tem uma forte correlação com uma maior felicidade auto-avaliada.

### Diversidade religiosa
Os dados de corte transversal nacionais sugerem a existência de uma relação inversa entre a diversidade religiosa e a felicidade.

### Lazer
A quantidade de tempo livre que as pessoas têm, bem como o seu controle sobre quanto tempo livre elas têm, tem correlação com a felicidade.
Conquanto as actividades de lazer aumentem a felicidade, ver televisão é uma anomalia, pois parece correlacionar-se com menor felicidade. Isto pode ser assim porque as pessoas que passam muito tempo a ver televisão carecem de melhores fontes de felicidade, como convivência e outras actividades de lazer; ou seja, as pessoas vêem televisão se não têm nada melhor para fazer.

## Economia da felicidade ao longo do tempo
A ideia de que a felicidade é importante para uma sociedade não é nova. Muitos proeminentes intelectuais, filósofos e líderes políticos ao longo da história, incluindo Aristóteles, Confúcio, e Platão incorporaram a felicidade na sua obra.
Thomas Jefferson colocou a "busca da felicidade" ao mesmo nível da vida e da liberdade na Constituição dos EUA. Jeremy Bentham acreditava que as políticas públicas deviam tentar maximizar a felicidade, e ele mesmo tentou estimar um "cálculo hedónico". No entanto, a filosofia dominante norte-americana protege o direito dos indivíduos a procurar a sua própria felicidade, mas não coloca ao governo uma igual responsabilidade pela felicidade dos cidadãos. Nos EUA, não existe explicitamente a política que exija aos governantes que desenvolvam o bem-estar físico e mental dos cidadãos ou que impeçam os organismos governamentais de tomar medidas que vão contra o bem-estar. Até 1972, não havia nenhuma política pública formal, em todo o mundo, que colocasse a felicidade e o bem-estar como critério principal para a tomada de decisão de políticas públicas.
A seguir uma lista cronológica de índices de economia da felicidade e do bem-estar
1972 - O antigo rei do Butão, Jigme Singye Wangchuck, apresentou a filosofia da Felicidade Nacional Bruta (FNB) (Gross National Happiness, GNH) e os seus quatro pilares numa conferência internacional.
2005 - Med Jones do International Institute of Management apresentou o primeiro índice de FNB (GNH) e o Global GNH Index Survey (Inquérito Global Índice de FIB). O índice de FNB, também conhecido por Índice de BNB (Bem-estar Nacional Bruto) (GNW - Gross National Well-being) serviu como o primeiro  quadro integrado de desenvolvimento socioeconómico objectivo (económico) e subjetivo (felicidade). Antes do Índice FNB, havia alguns índices de desenvolvimento que melhoravam o produto interno bruto (PIB), mas não mediam a felicidade. Por exemplo, o Indicador de Progresso Genuíno (Genuine Progress Indicator) estava centrado no custo ambiental do desenvolvimento económico e, mais tarde (em 2006), foi atualizado para incluir medidas semelhantes ao Índice FNB. Outro índice de desenvolvimento é o Índice de Desenvolvimento Humano (IDH) (Human Development Index - HDI) que originalmente focava a alfabetização e a educação, mas também não media a felicidade.
2006 - O Indicador de Progresso Genuíno (Genuine Progress Indicator) foi actualizado e de sistema de medida ambiental passou a ter um âmbito mais alargado incluindo medidas quantitativas de bem-estar e felicidade. O novo indicador baseia-se na filosofia da FNB e na noção de que as medidas subjetivas como o bem-estar são mais relevantes e importantes do que medidas mais objetivas como o consumo. Não é medido diretamente, mas apenas pelos fatores que se julga que levam até ele.
2007 - A Tailândia lança o Índice Verde e de Felicidade (IVF) (Green and Happiness Index GHI).
2008 - O Presidente francês Nicolas Sarkozy lançou a Happiness Initiative que é similar à FNB, determinando a inclusão da felicidade e do bem-estar nos critérios de decisão das políticas públicas nacionais, tendo encomendado a três proeminentes economistas, Joseph Stiglitz dos EUA, Amartya Sen da Índia e Jean-Paul Fitoussi da França, a elaboração dum relatório sobre um "sistema estatístico que vá para além da actividade comercial e que meça o bem-estar pessoal" a nível global. Mais tarde este indicador foi descrito como a felicidade interna bruta (FIB) (gross domestic happiness - GDH). O Índice FIB (GDH) é similar ao Índice FNB (GNH) de 2005.
2009 - Nos EUA, a Gallup lançou o inquérito sobre felicidade que recolhe dados a nível nacional. O Índice de Bem-Estar Gallup (Gallup Well-Being Index) foi elaborado a partir do Índice FNB (GNH Index) de 2005. Índice de Bem-Estar Gallup é uma média de seis sub-índices que quantificam a avaliação sobre a vida, a saúde emocional, o ambiente laboral, a saúde física, os comportamentos relativos a saúde e a satisfação de necessidades básicas.
2010 - O conceito passou a ser tido em conta seriamente quando o Centre for Bhutan Studies, sob a liderança de Karma Ura, desenvolveu um instrumento de pesquisa sofisticado para medir o nível de bem-estar geral da população. Dois canadianos, Michael e Martha Pennock tiveram um papel de relevo no desenvolvimento do inquérito butanense, cuja entrevista se prolonga por seis a sete horas. Foi desenvolvida uma versão internacional mais curta do inquérito que tem sido usada na sua região de origem de Victoria BC, bem como no Brasil. Os Pennocks também colaboram com Ura na produção de um modelo de política que é usado pela Comissão FNB do Butão para prever o impacto das iniciativas de política sobre os níveis de FNB no Butão.
2010 - O Center for Bhutan Studies mais tarde definiu com maior pormenorização, a partir dos quatro pilares originais, oito componentes da felicidade — saúde física, mental e espiritual; equilíbrio temporal; vitalidade social e comunitária; vitalidade cultural; educação; qualidade de vida; bom governo; e vitalidade ecológica, o que constitui o Bhutan GNH Index (Índice FNB do Butão).
2010 - A Oxford Poverty and Human Development Initiative OPHI (Iniciativa do Desenvolvimento Humano e da Pobreza de Oxford) da Universidade de Oxford no Reino Unido, lançou o Multidimensional Poverty Index (MPI) (Índice da Pobreza Multidimensional) para o United Nations Development Programme, (UNDP). Similar ao GNH Index de 2005, o OPHI promove a recolha e análise de dados em cinco dimensões incluindo a Qualidade de trabalho, Capacitação, Segurança física, Capacidade de circular sem vergonha, Bem-estar psicológico.
2011 - A resolução da Assembleia Geral da ONU nº 65/309 intitulada "Felicidade: rumo a uma abordagem holística para o desenvolvimento" ("Happiness: towards a holistic approach to development")
2011 - A Organização para a Cooperação e Desenvolvimento Económico (OCDE) lançou o "Índice de uma Vida Melhor" (IVM) (Better Life Index - BLI).
2011 - A Organização das Nações Unidas lançou o Relatório da Felicidade Mundial (World Happiness Report)
2011 - A Canadian Index of Wellbeing Network (CIW Network)  lançou o Canadian Index of Wellbeing (CIW) (Índice de Bem-estar Canadiano)
2011 - Um importante jornal israelita Haaretz, publicou um artigo sugerindo que a economia ocidental do PIB é um modelo de desenvolvimento incompleto e reivindicou a adopção da filosofia de FNB do Butão e do índice de FNB de Med Jones em Israel.
2012 - Num relatório elaborado para o congressista republicano dos EUA Hansen Clarke, os investigadores Ben Beachy e Juston Zorn da John F. Kennedy School of Government na Universidade de Harvard, recomendaram que "o Congresso deveria prescrever parâmetros alargados de indicadores nacionais suplementares, novos, cuidadosamente projetados; deveria lançar uma comissão bipartidária de especialistas para abordar questões metodológicas não resolvidas e incluir indicadores alternativos." Também propuseram que o governo pudesse usar os resultados dos inquéritos para ver quais as dimensões do bem-estar que estão menos atingidas e quais os bairros e grupos demográficos mais carentes, de modo a alocar recursos em conformidade. O relatório refere o Índice de Felicidade Nacional Bruta e as sete áreas do seu cálculo como um dos enquadramentos principais a ter em conta.
2012 - O Professor Peter T. Coleman, diretor de renome mundial do International Center for Cooperation and Conflict Resolution (Centro Internacional de Cooperação e de Resolução de Conflitos) da Universidade Columbia, sugeriu que a iniciativa de índice FIB de Med Jones pudesse fundamentar o Global Peace Index GPI (Índice de Paz Global – IPG).
2012 - A Coreia do Sul lançou o Índice de Felicidade citando o esquema do Índice FNB (GNH).
2012 - O governo de Goa, na Índia, publicou uma estratégia para o desenvolvimento sócio-económico, citando o índice FNB como um modelo para medição de felicidade.
2012 - A cidade de Seattle, no estado de Washington, lançou a sua própria iniciativa sobre índice de felicidade, dando ênfase a medidas similares ao do Índice FNB (GNH Index).
2013 - Michael Porter lançou o índice Social Progress Index SPI.
2013 - O Presidente de Singapura Tony Tan propôs que além de criar reservas financeiras substanciais, Singapura também precisava se concentrar na criação das suas reservas sociais, um conceito que parece ter paralelismo ao de FNB.
2014 - O governo do Dubai lançou o seu Índice de Felicidade para quantificar o contentamento e satisfação do público face aos vários serviços do estado.
2014 - O Reino Unido lançou as suas próprias estatísticas de bem-estar e felicidade.

## Estudos relacionados

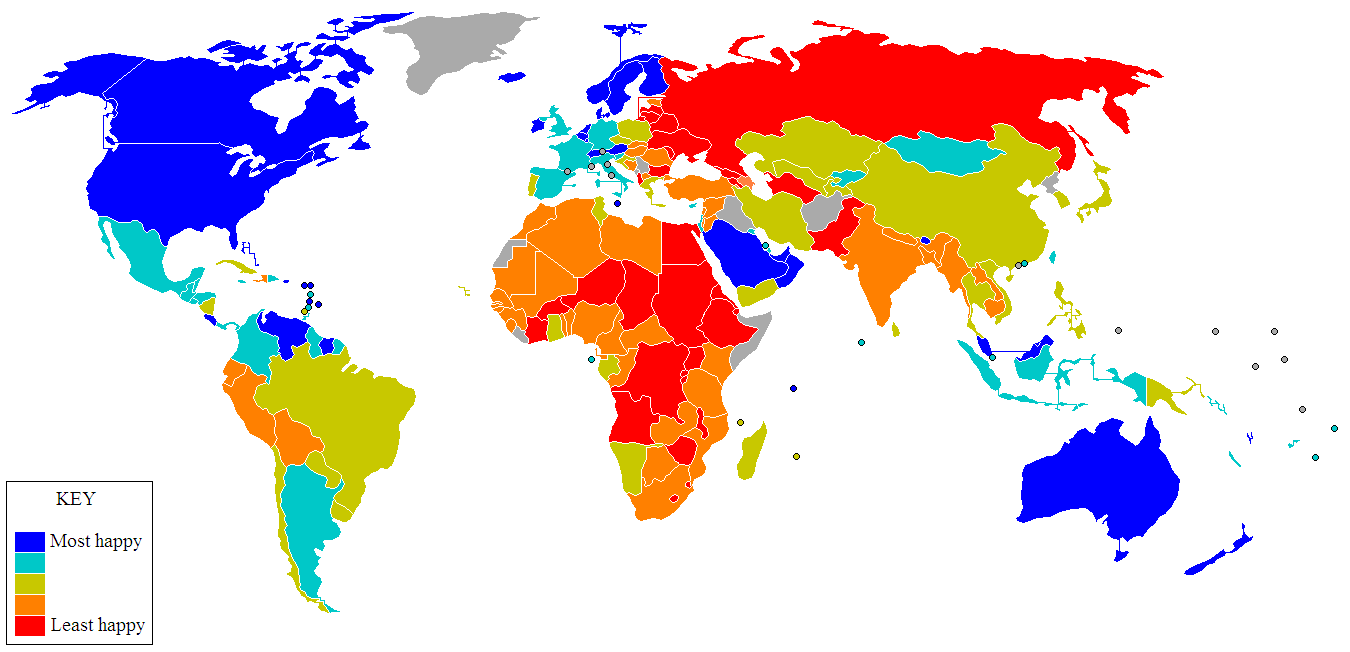
Mapa do Índice de Satisfação com a Vida (Satisfaction with Life Index Map), em 2006. Classificação dos países de acordo com o grau de felicidade, estando a azul os mais felizes e a encarnado os menos felizes, respectivamente; para as zonas cinzentas não há dados confiáveis.

O Índice de Satisfação com a Vida (Satisfaction with Life Index) é uma tentativa de mostrar a felicidade auto-avaliada média em vários países. Este é um exemplo de uma tendência recente para usar medidas directas da felicidade, tais como inquéritos perguntando às pessoas quão felizes estão, como uma alternativa às medidas tradicionais do sucesso da política como o PIB ou o PNB.  Alguns estudos sugerem que a felicidade pode ser de facto quantificada.  O Banco Interamericano de Desenvolvimento (BID), publicou em Novembro de 2008 um importante estudo sobre economia da felicidade na America Latin e Caraibas.
Em 2013, John Helliwell, Richard Layard e Jeffery Sachs editaram o World Happiness Report 2013 (Relatório da Felicidade Mundial 2013) para o estudo da medida da felicidade em diferentes países e onde se analisam especificamente as questões da medição, explicação e política. Os Níveis de Felicidade Global e Regional (Global and Regional Happiness Levels) são explicados em termos de 10 agrupamentos regionais de países baseados em dados de felicidade disponíveis para os anos 2010-2012. O nível de felicidade é explicado como uma função do PIB per capita, do apoio social, da esperança de vida saudável, da liberdade para fazer escolhas de vida, da generosidade e da perceção de corrupção.
Existem também vários exemplos de medidas nas quais se inclui a felicidade auto-avaliada enquanto variável. Os anos de vida felizes, um conceito proposto pelo sociólogo holandês Ruut Veenhoven, combina felicidade auto-avaliada com esperança de vida. O Índice Planeta Feliz combina-o com a esperança de vida e a pegada ecológica.
A Felicidade Nacional Bruta (FNB) (Gross National Happiness - GNH) é um conceito criado pelo Rei do Butão em 1972 como alternativa ao PNB. Vários países já desenvolveram ou estão em vias de desenvolver um índice deste tipo. O índice do Butão levou o país a limitar a desflorestação e a exigir a todos os turistas que visitam o país a gastar pelo menos US$200. Supostamente, o turismo de baixo custo e a desflorestação geram infelicidade.
Após o golpe militar de 2006, a Tailândia também instituiu um índice. O novo Primeiro Ministro Surayud Chulanont prometeu tornar o povo tailandês não só mais rico como mais feliz. Tal como em relação aos dados do PIB, a Tailândia publica mensalmente dados da FNB. O índice FNB tailandês é baseado numa escala de 1–10, sendo 10 o mais feliz.  Em Maio de 2007, a FNB tailandesa era de 5.1 pontos. O índice usa dados de inquérito à população abarcando vários factores de satisfação como segurança, serviços públicos, bom governo, comércio, justiça social, alocação de recursos, educação e problemas comunitários.
A Austrália, a China, a França e o Reino Unido estão também prestes a usar índices para medir a felicidade nacional. O RU começou a medir o bem-estar nacional em 2012. O Canadá lançou o Canadian Index of Wellbeing (CIW) em 2011 para registar variações no bem-estar. O CIW adoptou a seguinte definição de bem-estar: "A presença da mais alta possível qualidade de vida em toda a extensão da sua expressão, centrada mas não necessariamente limitada a: boa qualidade de vida, saúde robusta, um ambiente sustentável, comunidades vivas, uma população culta, equilibrado uso do tempo, altos níveis de participação democrática e acesso e uso de lazer e cultura."
As novas constituições do Equador e da Bolívia fixaram o conceito indígena de "boa vida" ("buen vivir" em castelhano, "sumak kawsay" em Quichua, e "suma qamaña" em aimará) como o objectivo do desenvolvimento sustentável.

## Economia neoclássica
A Economia neoclássica, assim como a economia clássica, não usam o termo economia de felicidade embora a meta original fosse aumentar a felicidade das pessoas. As economias clássica e neoclássica são etapas no desenvolvimento da economia do bem-estar e caracterizam-se pela modelagem matemática. A economia da felicidade representa uma ruptura radical com esta tradição. A medição da felicidade subjetiva, ou satisfação de vida, através de pesquisa de dados por meio de inquéritos entre países e ao longo do tempo (além de medidas objetivas como a esperança de vida, a riqueza, a segurança, etc.) marca o início da economia da felicidade.

## Crítica
Alguns têm sugerido que estabelecer a medida da felicidade tem subjacente servir apenas objetivos políticos. Recentemente, tem havido preocupação de que a investigação sobre felicidade poderia ser usada para promover objetivos autoritários. Em consequência, alguns participantes numa conferência de felicidade em Roma sugeriram que a investigação sobre felicidade não deveria ser usada como uma questão de política pública mas usada antes para informar os indivíduos.
Além disso, as conclusões da pesquisa podem levar a interpretações ambíguas. Por exemplo, um estudo sobre felicidade realizado na Rússia nos anos de 1990 indicou que, com o crescimento do desemprego, o bem-estar tanto dos empregados como dos desempregados aumentou. Esta incongruência pode ter resultado da redução das expectativas e por os entrevistados serem menos críticos em relação à sua própria situação, por haverem muitos outros à sua volta também desempregados, ou poder ser interpretado como resultando de todos estarem a beneficiar do trabalho não remunerado que os desempregados eram capazes de fazer para as suas famílias e comunidades derivado do acrescido tempo disponível.